# Рок-Хилл (Южная Каролина)
Рок-Хилл (англ. Rock Hill) — самый населённый город округа Йорк и пятый по количеству жителей город штата Южная Каролина.

## Из истории борьбы за равноправие
Во время движения за гражданские права в городе произошло два важных события. В феврале 1961 года 9 афроамериканцев отправились в тюрьму после организации сидячей забастовки в ресторанном дворике в McCrory Stores (доступ куда был сегрегационным); их преступление, как сообщалось, заключалось в отказе от пения религиозных гимнов во время утренних молитв. Событие привлекло всеобщее внимание, так как заключённые последовали ранее неиспробованной стратегии «jail, no bail» (тюрьма, не выкуп), которая потом была использована активистами сидячих забастовок всего Юга. Группа была названа «Дружба девяти» (Friendship Nine), так как 8 из 9 её участников были студентами Юношеского колледжа дружбы Рок-Хилла (Rock Hill’s Friendship Junior College).
Позже в том же году Рок-Хилл стал первой остановкой на «Глубоком юге» группы из 13 Наездников свободы, боровшихся за право белых и чёрных наравне пользоваться общественным транспортом. Когда активист Джон Льюис и его друг вышли из автобуса, они были избиты толпой белых. В 2002 году Льюис, к тому времени конгрессмен от Джорджии, вернулся в город и получил символический ключ от него.

## Климат
| Показатель                    | Янв. | Фев. | Март  | Апр. | Май  | Июнь  | Июль | Авг.  | Сен. | Окт. | Нояб. | Дек. | Год    |
| ----------------------------- | ---- | ---- | ----- | ---- | ---- | ----- | ---- | ----- | ---- | ---- | ----- | ---- | ------ |
| Средний максимум, °C          | 12   | 14   | 19    | 24   | 27   | 31    | 33   | 32    | 28   | 23   | 18    | 13   | 22,9   |
| Средний минимум, °C           | 1    | 2    | 6     | 10   | 15   | 19    | 22   | 21    | 17   | 11   | 6     | 2    | 11     |
| Норма осадков, мм             | 94,7 | 95,8 | 105,9 | 79,2 | 71,9 | 102,9 | 98,3 | 100,6 | 88,6 | 85,3 | 86,1  | 87,1 | 1096,5 |
| Источник: The Weather Channel |      |      |       |      |      |       |      |       |      |      |       |      |        |

## Преступность
Нижеприведённая таблица показывает рейтинг Рок-Хилла по 6 преступлениям, который Морган Куитно использует в своём расчёте "самыx опасных городов Америки", в сравнении с количеством преступлений на 100 000 людей. Это не фактическое число преступлений, а количество преступлений на душу населения.
| Преступление     | Рок-Хилл (2009) | на 100 000 человек |
| ---------------- | --------------- | ------------------ |
|                  |                 |                    |
| Убийство         | 5               | 7.2                |
| Изнасилование    | 27              | 38.8               |
| Грабёж           | 82              | 118.1              |
| Нападение        | 594             | 854.6              |
| Кража со взломом | 578             | 831.6              |
| Воровство        | 2,352           | 3,383.9            |
| Поджог           | 10              | 14.4               |